# Landauer

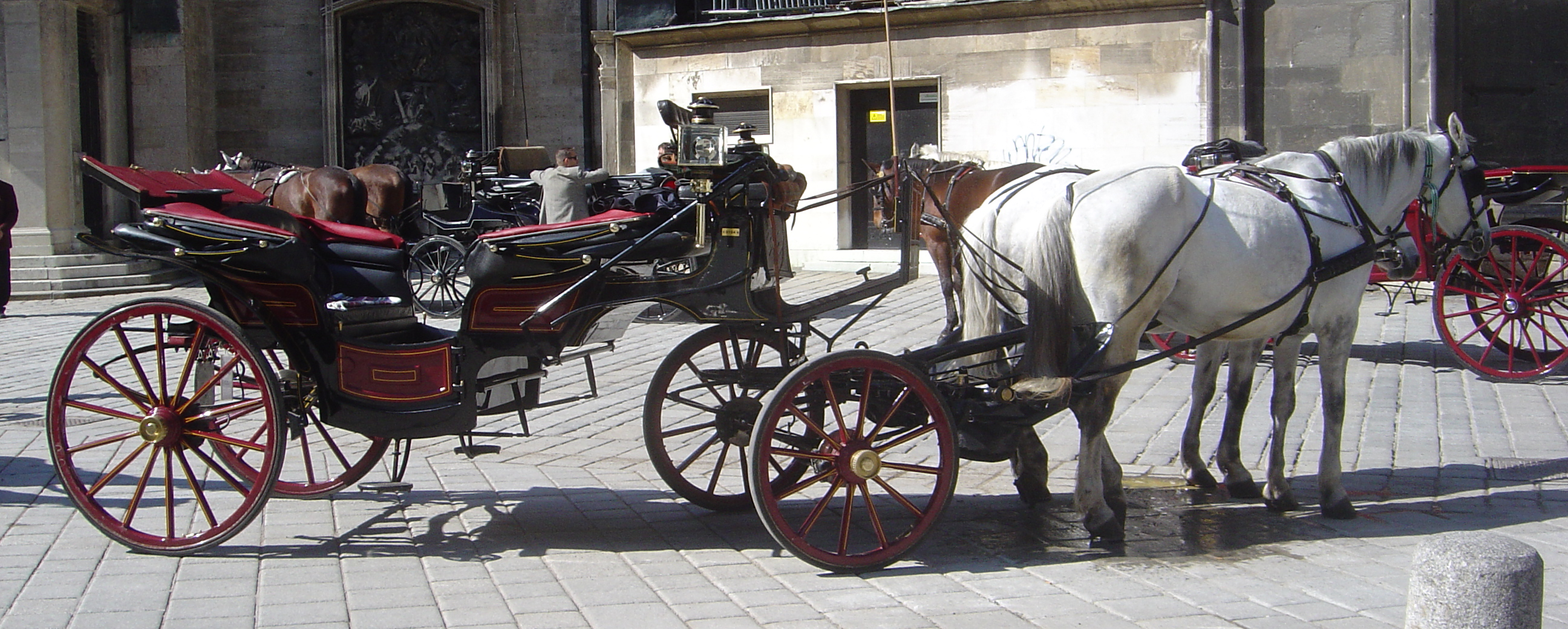
Ein Landauer als Fiaker in Wien

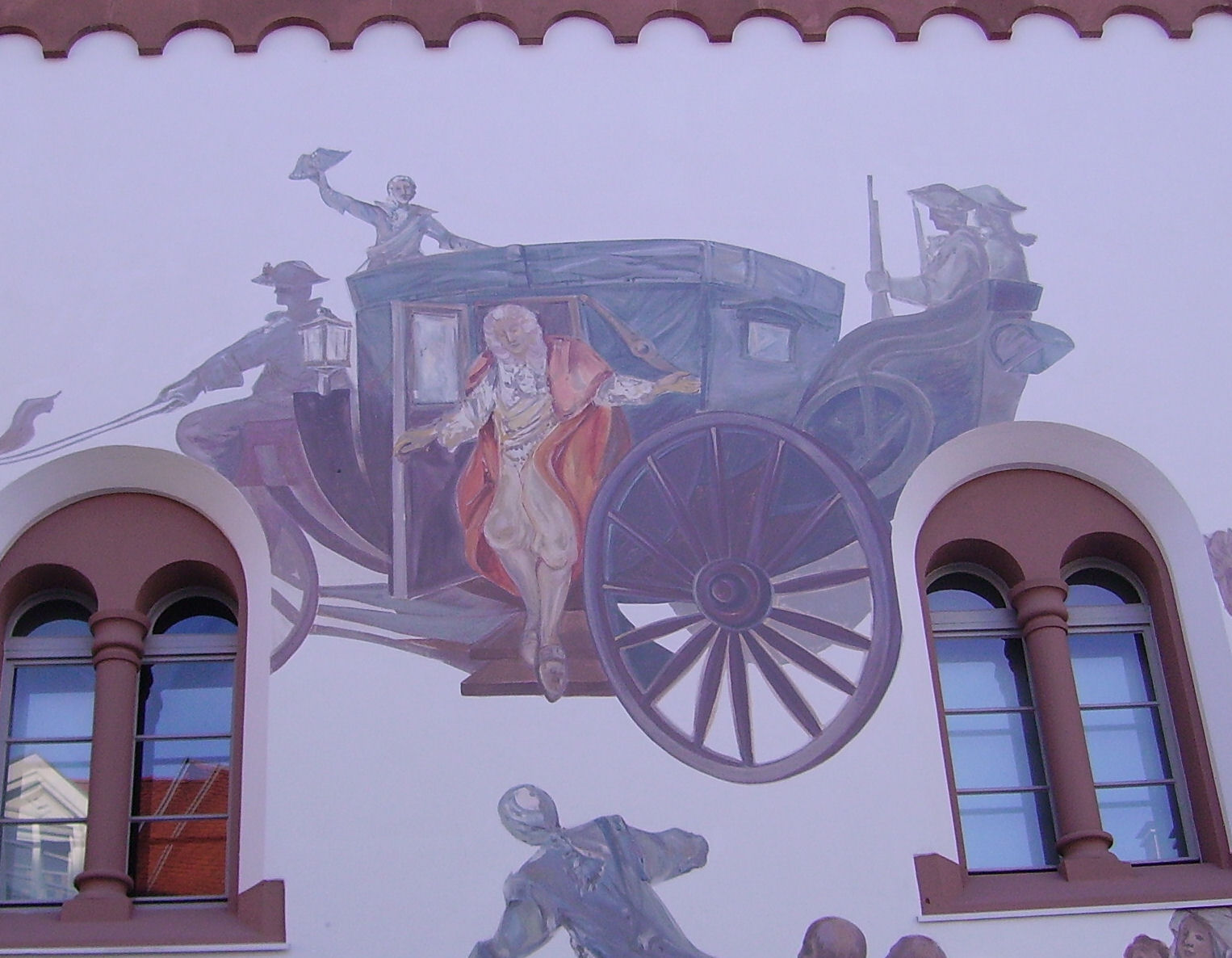
Darstellung eines Landauers an der Wand des Alten Kaufhauses in Landau in der Pfalz

Ein Landauer ist eine viersitzige, vierrädrige und an beiden Achsen gefederte Kutsche mit zwei vis-à-vis und parallel angeordneten Sitzbänken. Das Verdeck ist meist in der Mitte geteilt und klappbar, gelegentlich auch einteilig. Es handelt sich um eine sogenannte „konvertible“ Kutsche, d. h., sie lässt sich von einem offenen in einen vollständig geschlossenen Wagen umwandeln, wobei Versionen bekannt sind, bei denen in der Wagenmitte ein fester Teil des Dachs stehen bleibt. Der Verdecktyp ist mindestens seit dem 17. Jahrhundert bildlich belegt. Durch die Verbindung mit der Federung der halboffenen Berline wurde der Landauer im 18. und 19. Jahrhundert in allen europäischen Ländern zum bevorzugten Reisewagen und Statussymbol der begüterten Kreise.
Vom Landauer abgeleitet ist die Bauform des Landaulet, bei dem nur die hintere Hälfte des Verdecks zu öffnen ist.

## Etymologie

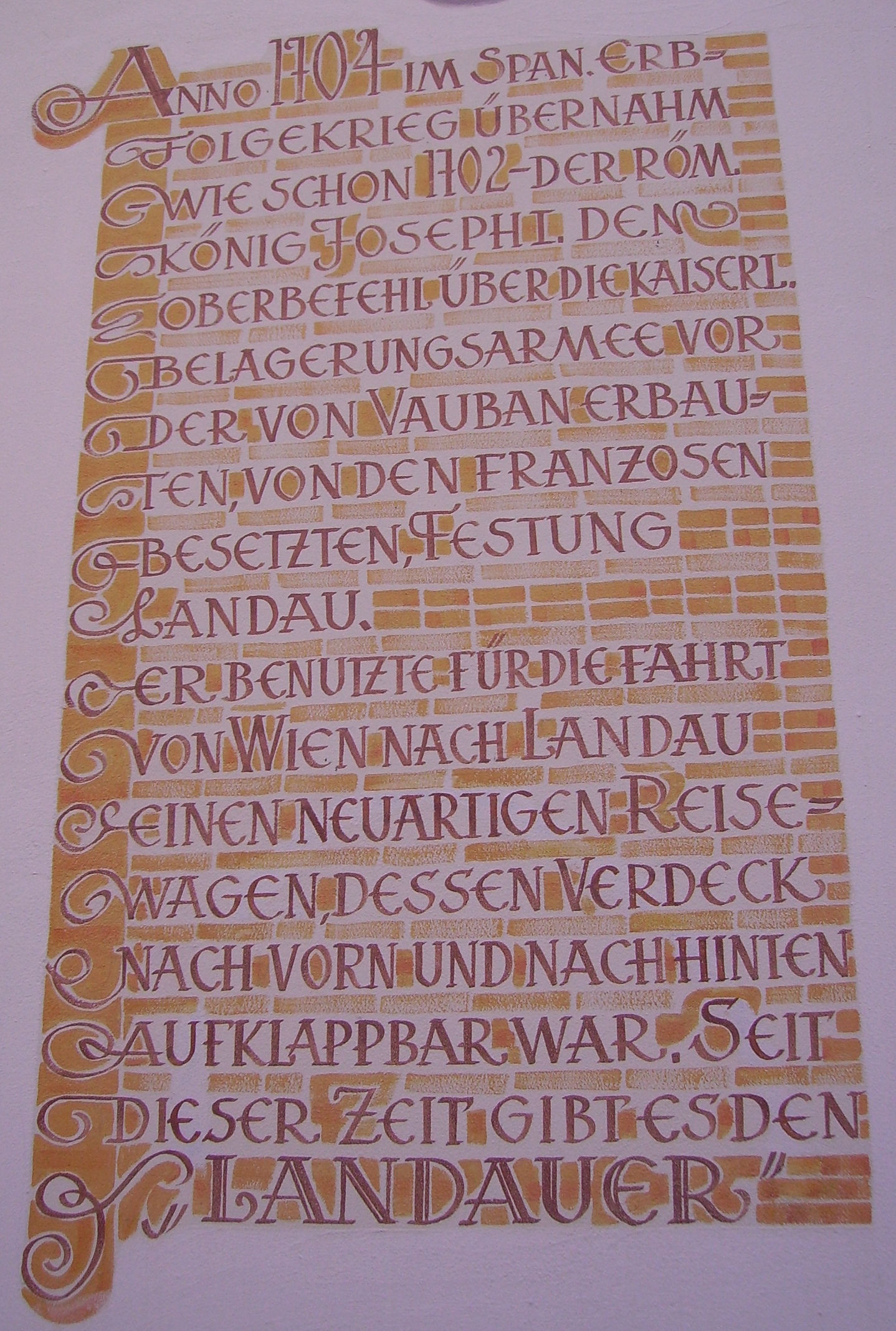
Erklärung an der Wand des Alten Kaufhauses in Landau

Die Herkunft der Bezeichnung Landauer ist strittig und nach Lage der bekannten Belege nicht ganz sicher zu entscheiden. 
Ableitungen aus dem Deutschen bringen den Kutschnamen mit dem Ortsnamen Landau, und dann besonders mit Landau in der Pfalz, in Verbindung. Dort sollen Wagen dieses Typs zuerst oder in besonderer Qualität gebaut worden sein, wie auch Goethe es andeutet, wenn in Hermann und Dorothea der „erste Kaufmann“ des rechtsrheinischen Schauplatzes im „geöffneten Wagen (er war in Landau verfertigt)“ (1,56) fährt. Oder der Name soll entstanden sein, als König Joseph I. 1702 von Wien nach Landau in der Pfalz fuhr, um dort den Oberbefehl bei der Belagerung dieser damals französischen Grenzfestung zu übernehmen: der seinerzeit aufsehenerregende Vorgang, bei dem der König mit einem Gefolge von über 250 Personen in 77 Kutschen die Strecke in 14 Tagesetappen zurücklegte, soll den dabei verwendeten Reisewagen neuartigen Typs in der Folgezeit dauerhaft mit dem Namen Landau verknüpft haben.
Eine „arabische“ Herkunftsthese leitet den Namen dagegen aus arabisch al-andul („Sänfte, Wagen“, von altindisch hindola „Schaukel“) ab: das Wort soll aus dem Arabischen in der Form lando („viersitziger Maultierkarren“) ins Spanische übernommen, von dort in der Form landau ins Englische, Französische und Deutsche gewandert und im Deutschen dann erst durch volksetymologische Umdeutung mit dem Ortsnamen Landau in Verbindung gebracht und zu Landauer umgeformt worden sein.
Die arabische Herleitung bietet den Vorteil, dass sie ohne anekdotische (Reise Josephs I. nach Landau) oder historisch fragwürdige (Entstehung des Landauers im pfälzischen Landau) Voraussetzungen auskommt. Sie steht jedoch im Widerspruch zur Chronologie der bekannten Belege: da das Wort als Kutschname im Deutschen bereits 1723 (englisch 1743), im Spanischen aber erst 1830 belegt ist, ist als wahrscheinlicher anzunehmen, dass es nicht aus dem Arabischen, sondern aus dem Französischen (1814) ins Spanische übernommen wurde und also in letzter Instanz vermutlich doch aus dem deutschen Ortsnamen abzuleiten ist.
Die frühen Belege kennen den Landauer (Landauer Schwimmerl, Landauer Wagen, Landauer Chaise) als zumeist sechsspännigen Reisewagen, so 1709, 1734, 1743, 1745 oder 1756.

## Landauer als Automobilkarosserie

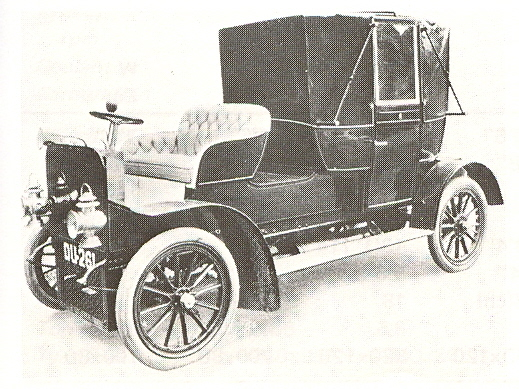
Standard 16/20 HP Landau (1905)

Während das vom Landauer abgeleitete Landaulet zu Beginn der Motorisierung recht verbreitet war und bis heute als Nischenprodukt existiert, wurden nur sehr wenige Landauer als motorisierte Kutschen hergestellt. Allerdings übernahmen repräsentative Landaulets mit vier bis sechs Plätzen im Fond die Sitzzahl des Landauers. Oft waren die Sitzbänke vis-à-vis angeordnet, was ebenfalls auf den Landauer zurückgeht. 

## Andere Anwendungen des Begriffs
- für andere Kutschen mit zwei Sitzbänken und zweiteiligem Verdeck.[1]
- im Französischen werden auch Kinderwagen mit Verdeck Landau genannt.[1]